# Arturo Cacciamani
Arturo Cacciamani (Mendoza, 24 de marzo de 1933 - Ibíd., 3 de octubre de 2020) fue un jugador y entrenador de básquetbol argentino. Representó internacionalmente a su país, llegando a disputar el Campeonato Mundial de Baloncesto de 1963.

## Trayectoria
Cacciamani conoció el básquetbol en el patio del Hogar del Niño Obrero, la escuela a la que asistía de niño. Poco después se sumó al equipo infantil del Atenas Sport Club, evolucionando rápidamente como jugador y debutando con el equipo superior a sus 14 años. Actuaba en la posición de lo que actualmente sería un alero.
Su carrera como jugador se extendió por tres décadas. Además de Atenas, también jugó en otros equipos mendocinos como YPF, Israelita Macabi y Rivadavia. Registró asimismo un paso por Racing de Misiones en 1962, donde fue acusado de violar el estatuto del amateurismo que regía en ese entonces sobre el básquetbol.
Representó a Mendoza en catorce ediciones del Campeonato Argentino de Básquet, siendo la más exitosa la de 1959, en la que guio a su equipo a la conquista del título en disputa en la ciudad de Neuquén.
También se desempeñó como entrenador trabajando con jóvenes y adultos, incluso antes de retirarse ya que fue jugador-entrenador en Israelita Macabi y Rivadavia.

## Selección nacional
Integró la selección de básquetbol de Argentina que disputó el Campeonato Sudamericano de Baloncesto de 1961 y el Campeonato Mundial de Baloncesto de 1963.